# MarktTreff

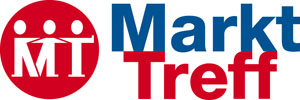
Logo MarktTreff

Das Konzept MarktTreff wurde von der Landesregierung Schleswig-Holstein gemeinsam mit Akteuren aus der Region, aus Wirtschaft, Verbänden und Gesellschaft entwickelt, um die Nahversorgung im ländlichen Raum sicherzustellen und zu verbessern. Angesprochen werden damit Gemeinden bis zu 2.500 Einwohnern. Ziel eines MarktTreffs ist es, möglichst viele Produkte, Services und Angebote unter einem Dach zusammen anzubieten.
Im Oktober 2021 waren 45 MarktTreffs in Schleswig-Holstein realisiert. 3 sind in Umsetzung und 5 in Planung.

## MarktTreff-Konzept

Das MarktTreff-Konzept aus Schleswig-Holstein – aktuelle und geplante Standorte (2020) sowie das Modell im Überblick. Quelle: Infrastrukturatlas 2020, Urheber: Appenzeller/Hecher/Sack, Lizenz: CC BY 4.0

Mit dem Konzept der Markttreffs versucht das Land Schleswig-Holstein angesichts schrumpfender ländlicher Räume die Nahversorgung der Bevölkerung auch unter geänderten wirtschaftlichen Bedingungen zur gewährleisten und ein Mindestmaß an Infrastruktur und Lebensqualität zu sichern. Besonderheit gegenüber anderen Konzepten ist dabei die enge Verflechtung öffentlichen und privaten Handelns. Eingeführt wurde das Konzept im Jahr 1999.

„MarktTreffs beruhen in der Regel auf einem Mix von privatwirtschaftlichem Handeln, bürgerschaftlichem Engagement und öffentlichen Funktionen.“

Das MarktTreff-Konzept baut auf drei Säulen:
- Kerngeschäft
- Dienstleistungsangebot
- Treffbereich

Das Kerngeschäft ist in den meisten Fällen ein Lebensmittel-Einzelhandel, möglich sind aber ebenso eine Gastronomie oder ein Direktvermarkter. Diese Säule bildet die wirtschaftliche Grundlage des MarktTreffs. Ergänzt wird das Kerngeschäft durch verschiedene gewerbliche oder auch kommunale Dienstleistungsangebote wie z. B. Postdienstleistungen, Annahmestellen für Reinigung oder Paketdienste, Bankautomaten, Kommunalverwaltungen, Tourismusinformationen, Gesundheitsdienstleistungen u. a. Die dritte Säule bildet der Treffbereich, der in seiner Ausrichtung ebenfalls sehr variabel ist. Manche Gemeinden nutzen diesen Bereich für Veranstaltungen oder als Treffmöglichkeit für Vereine, andere lediglich als Ort, um sich zum Klönen zu treffen. Der Treffbereich soll damit eine wichtige soziale Funktion im Dorf übernehmen und kann sich an manchen Standorten zum neuen Dorfmittelpunkt entwickeln.

### Finanzierung und Förderung
Träger eines Markttreffs ist die jeweilige Gemeinde, die auch bis zu 45 % der Förderung übernehmen muss. Bis zu 55 % der Förderung erfolgt über das LEADER-Programm der Europäischen Union. Die Fördermittel sind für 12 Jahre gebunden. Betreut werden die Projekte jeweils durch das lokal zuständige Amt für ländliche Räume. Das Land koordiniert die Entwicklung zudem über das landesweite MarktTreff-Partnernetzwerk, in das neben den Gemeinden als Vorhabensträger auch Wirtschafts- und Sozialverbände sowie weitere Träger von Dienstleistungen im ländlichen Raum eingebunden sind, bspw. die Landesverbände von Arbeiterwohlfahrt, Diakonie und dem Deutschen Bauernverband wie auch die Industrie- und Handelskammern. Das Ministerium für Inneres, Kommunales, Wohnen und Sport des Landes Schleswig-Holstein des Landes Schleswig-Holstein (MIKWS) stellt EU-, Bundes- und Landesmittel bereit, aus denen eine Anschubförderung für MarktTreffs erfolgen kann. Zuwendungsempfängerin ist die jeweilige Gemeinde. Die Förderquote beträgt bis zu 75 Prozent. Der Zuwendungszweck der eingesetzten Fördermittel muss aufgrund der Vorgaben der EU für die Dauer der Zweckbindungsfrist von zwölf Jahren als „Dienstleistungseinrichtung zur Grundversorgung für die ländliche Bevölkerung“ sichergestellt werden. Die Gemeinde trägt aus ihrem Haushalt die Eigenleistung, also den Anteil der Investitionskosten, der nicht durch die Fördergelder abgedeckt wird. Abgewickelt wird die Förderung über das Landesamt für Landwirtschaft, Umwelt und ländliche Räume (LLUR).
Seit Mitte 2010 ist es auch möglich, einen MarktTreff ohne Unterstützung von Fördermitteln zu eröffnen. Das Land Schleswig-Holstein überträgt hierbei als Marken-Inhaber die Markennutzungsrechte für zunächst sechs Jahre an die jeweilige Gemeinde, die ihrerseits die Nutzungsrechte an einen Betreiber weitergibt. Voraussetzung für eine Markenübertragung ist jedoch auch hier, dass alle typischen Kriterien des schleswig-holsteinischen MarktTreff-Konzeptes erfüllt werden: Einkaufsmöglichkeit, Dienstleistungsangebote und Treffpunkt.

### Planungs- und Realisierungsprozess
Zur Umsetzung von MarktTreffs sind drei wesentliche Schritte vorgesehen: die Informations-, die Planungs- und die Realisierungsphase.
- In der Informationsphase können sich interessierte Gemeinden ein genaues Bild über das MarktTreff-Projekt machen. In dieser Zeit stellt die Gemeinde intensive Überlegungen über ihre aktuelle Situation an und definiert die Problemlage vor Ort. Nach einem Standort-Check, der prüft, ob die Gemeinde sich für einen MarktTreff eignet, entscheidet die Gemeindevertretung, ob sie in die konkrete MarktTreff-Planung einsteigt.
- In der Planungsphase beauftragt die Gemeinde meist eine MarktTreff-Projektleitung, die sich um die bauliche und inhaltliche Entwicklung des MarktTreff-Konzeptes kümmert. Ebenso moderiert sie den Planungsprozess und bindet Bürger, Vereine und andere Interessengruppen vor Ort ein. In dieser Phase findet auch eine detaillierte Wirtschaftlichkeits- und Tragfähigkeitsberechnung sowie die Betreiberauswahl für das Kerngeschäft statt.
- In der Realisierungsphase sind je nach MarktTreff-Konzept meist umfangreiche Umbauten bis hin zu einem Neubau notwendig. Ebenso erfolgt die Ausstattung mit einheitlichen Gestaltungselementen im Außen- und Innenbereich sowie die begleitende Öffentlichkeitsarbeit.

## MarktTreff-Partnernetzwerk
Zweimal jährlich treffen sich die Betreiber der MarktTreffs zu Themen der Betriebsführung, des Marketing und zum Austauschen relevanter Informationen und Ideen. Dies stärkt das Zusammengehörigkeitsgefühl und fördert den Kontakt und Informationsfluss untereinander. Einmal jährlich kommen des Weiteren die offiziellen Vertreter der Gemeinden und Ämter zusammen, in denen MarktTreffs realisiert sind oder geplant werden. Hier werden zum Beispiel Fragen zu Förderung oder Zweckbindung erörtert.
Zu den Partnern im Partnernetzwerk gehören:
- Akademie für die Ländlichen Räume Schleswig-Holsteins
- AWO Arbeiterwohlfahrt, Landesverband Schleswig-Holstein
- Bauernverband Schleswig-Holstein
- Büchereiverein Schleswig-Holstein
- Landjugendverband Schleswig-Holstein
- Deutsches Rotes Kreuz, Landesverband Schleswig-Holstein
- Diakonisches Werk Schleswig-Holstein
- Evangelisch-Lutherische Kirche in Norddeutschland
- Genoverband e.V.
- Handelsverband Nord
- DEHOGA Schleswig-Holstein
- IHK Schleswig-Holstein
- Kassenärztliche Vereinigung Schleswig-Holstein
- Landesfeuerwehrverband Schleswig-Holstein
- Landessportverband Schleswig-Holstein
- Landesverband der Volkshochschulen Schleswig-Holsteins
- LandFrauenVerband Schleswig-Holstein
- Schleswig-Holsteinischer Gemeindetag
- Schleswig-Holsteinischer Heimatbund
- Sparkassen- und Giroverband für Schleswig-Holstein
- Verband der Versicherungsvereine auf Gegenseitigkeit
- Verband Wohneigentum Schleswig-Holstein
- Zentralverband deutscher Konsumgenossenschaften

sowie die Medienpartner
- Bauernblatt
- sh:z das medienhaus

## MarktTreff-Gemeinden
- Alt Duvenstedt[6]
- Beidenfleth
- Bergenhusen
- Borgstedt
- Brekendorf
- Brodersby-Goltoft
- Christiansholm
- Delve
- Großsolt
- Gülzow (Lauenburg)
- Haale
- Hallig Hooge
- Haselund
- Hasenkrug
- Heidgraben
- Hennstedt (Dithmarschen)
- Hohenfelde (Kreis Plön)
- Jörl
- Kasseedorf
- Kirchbarkau
- Klein Rönnau
- Koberg
- Ladelund
- Linau
- Medelby
- Morsum (Sylt)
- Munkbrarup
- Negernbötel
- Neuwittenbek
- Probsteierhagen
- Rantrum
- Rickling
- Schwabstedt
- Schwesing
- Sehestedt
- Sankt Margarethen (Holstein)
- Stadum
- Steinfeld
- Tetenhusen
- Todenbüttel
- Hof Viehbrook / Rendswühren
- Wester-Ohrstedt
- Wewelsfleth
- Wiemersdorf
- Witzwort